# نوویه ایراکتی
نوویه ایراکتی (انگلیسی: Novyye Irakty) یک شهرک در شهرستان تاتیشلینسکی استان باشقیرستان کشور روسیه است.